# Милорадович, Леонид Александрович
Леонид Александрович Милорадович (1841—1908) — русский дипломат, публицист, подольский губернатор из рода Милорадовичей.

## Биография
Сын действительного статского советника Александра Григорьевича Милорадовича (1793—1868) и жены его Софьи Григорьевны Туманской (1803—1890).
Из приготовительного пансиона Креси в 1855 году поступил в Александровский лицей, откуда в 1860 году был выпущен коллежским секретарем в Министерство иностранных дел и определён в Азиатский департамент, откуда через месяц переведён в канцелярию министерства, а в мае 1861 года назначен состоять при русской миссии в Штутгарте. Одновременно посещал лекции в Гейдельбергском и Боннском университетах. Находился «в весьма близких отношениях» к Герцену, вследствие чего с 1863 года, по возвращении в Россию, до 1870 года находился под секретным надзором.
В 1863 году был назначен почётным смотрителем Городнянского уездного училища. В 1864 году назначен мировым посредником в Житомирский уезд Волынской губернии. В 1865 году был председателем поверочного отделения Ровенского мирового съезда. В 1866 году был произведён в коллежские асессоры. В 1867 году был назначен председателем Киевского мирового съезда. Некоторое время исправлял должность киевского уездного предводителя дворянства. 20 мая 1868 года пожалован в камер-юнкеры.

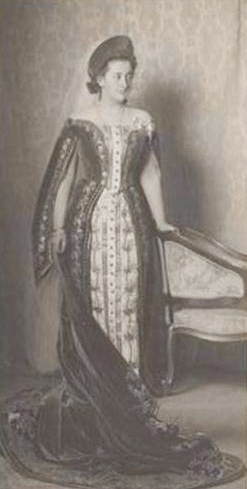
Ольга Милорадович, дочь

1 ноября 1878 года назначен киевским вице-губернатором, а 15 июня 1879 года — подольским губернатором, каковую должность занимал до 18 июня 1882 года. Произведен в действительные статские советники 20 апреля 1880 года. Состоял почетным мировым судьей Киевского и Винницкого округов. В 1894 году был произведен в тайные советники. 22 июля 1901 года назначен почетным опекуном Московского опекунского присутствия.
Умер в 1908 году в Москве. Похоронен в имении Ивановка Хорольского уезда Полтавской губернии.

## Семья
С 8 июня 1883 года был женат на Александре Александровне Васильчиковой (1860—1927), дочери директора Императорского Эрмитажа А. А. Васильчикова, поэтессе и переводчице. В 1902 г. издала в Москве книгу «Сказки, переводы и стихотворения».
Дети ― Александр (1884―1885), Сергей (р. 1885), Борис (1887―1920), Николай (1889―1954), Ольга (1894―1932; фрейлина). Правнучка Александра Серафимовна (1960-2015) вышла замуж за будущего 15-го герцога де Круа и стала продолжательницей этого рода, одного из знатнейших в Европе.

## Труды
В 1862 году издана его брошюра: Артели рабочих для основания фабрик или мастерских. — Типография О. И. Бакста, 16 с. Брошюра также была издана в  английском журнале  «The Cooperative»; в 1870 году брошюра была переиздана в журнале «Дело», № 11.
- Преображенная жизнь христианина. — Москва: типо-лит. И. Ефимова, 1899